# Boniek Forbes
Boniek Manuel Gomes Forbes (sinh ngày 30 tháng 9 năm 1983) là một cầu thủ bóng đá thi đấu ở vị trí tiền vệ chạy cánh cho Cheshunt, thi đấu cho Leyton Orient ở Football League. Anh có họ là Boniek đặt theo cầu thủ đội tuyển quốc gia Ba Lan nổi tiếng Zbigniew Boniek.